# Юсуфи, Абдеррахман
Абдеррахман Юсуфи (араб. عبد الرحمن اليوسفي‎; 8 марта 1924, Танжер, Марокко — 29 мая 2020, Касабланка, Марокко) — марокканский политик и правозащитник. 12-й премьер-министр Марокко (1998—2002).

## Биография
Абдеррахман Юсуфи родился в Танжере и с ранних лет придерживался социалистических взглядов. В 20-летнем возрасте посвятил себя организации рабочего класса в Касабланке. В 1949 году начал бороться за права марокканских рабочих-эмигрантов во Франции.
В 1959 году Юсуфи стал одним из основателей левой партии «Национальный союз народных сил» (НСНС). В «годы свинца» его политическая активность привела к двум арестам — в 1959 и 1963 годах, причём результатом второго из них стало двухлетнее тюремное заключение. После убийства во Франции лидера марокканских социалистов Бен Барки, Юсуфи прибыл в Париж для организации судебного расследования. Опасаясь политического преследования, следующие 15 лет он провёл во французской иммиграции.
Вернувшись после помилования в Марокко в 1980 году, Юсуфи вошёл в «Социалистический союз народных сил» (ССНС), отколовшийся ранее от НСНС. В 1992 году после смерти бывшего лидера этой партии Абдеррахима Буаби возглавил её.
4 февраля 1998 года король Марокко Хассан II назначил Абдеррахмана Юсуфи премьер-министром страны; этот пост политик занимал до октября 2002 года. Под его руководством было сформировано новое левоцентристское правительство, которое за время своей работы внесло весомый вклад в строительство современного демократического Марокко с соблюдением прав человека и свободы СМИ.
В октябре 2003 года Юсуфи ушёл из политики, поселившись в Касабланке. 15 октября 2016 года он был госпитализирован в одну из местных больниц с пневмонией. 29 мая 2020 года первый премьер-социалист Марокко скончался на 97-м году жизни от рака лёгких.

## Награды
В 1999 году Юсуфи стал одним из обладателей премии «Север—Юг», вручаемой Советом Европы за внесение вклада в развитие отношений европейских стран с их южными соседями.
В 2016 году одна из улиц родного для Абдеррахмана Юсуфи Танжера была названа в его честь.